# 安东尼诺·卡尔塔比亚诺
安东尼诺·卡尔塔比亚诺（義大利語：Antonino Caltabiano，1955年4月21日—），意大利男子摔跤运动员。他曾代表意大利参加世界摔跤锦标赛，获得一枚铜牌。他也曾参加1976年、1980年和1984年夏季奥林匹克运动会。